# Özkonak
Özkonak ist eine Gemeinde in der türkischen Provinz Nevşehir. Das Dorf liegt im Landkreis Avanos rund 15 km nordwestlich der Kreisstadt und 30 km nordöstlich der Provinzhauptstadt Nevşehir. Bekannt ist der Ort durch seine Höhlenstadt. Der ehemalige Name von Özkonak lautete Genezin.

## Sehenswürdigkeiten

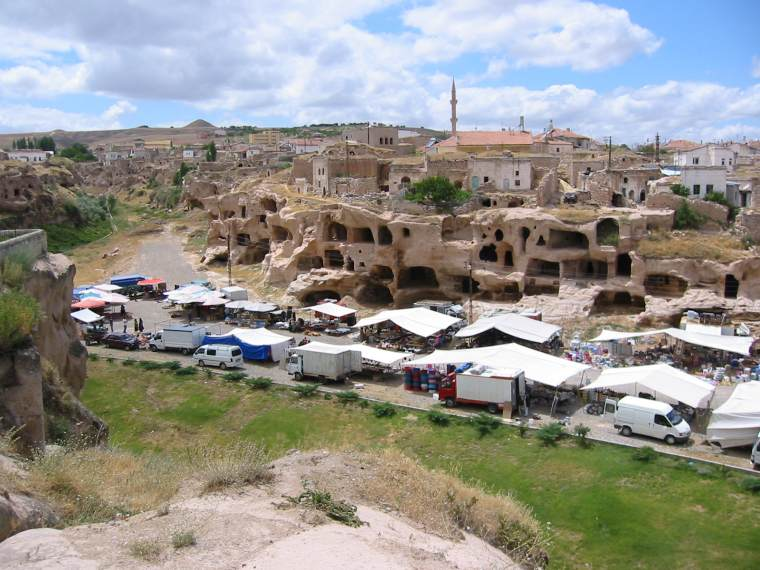
Blick auf die Höhlenstadt von Özkonak

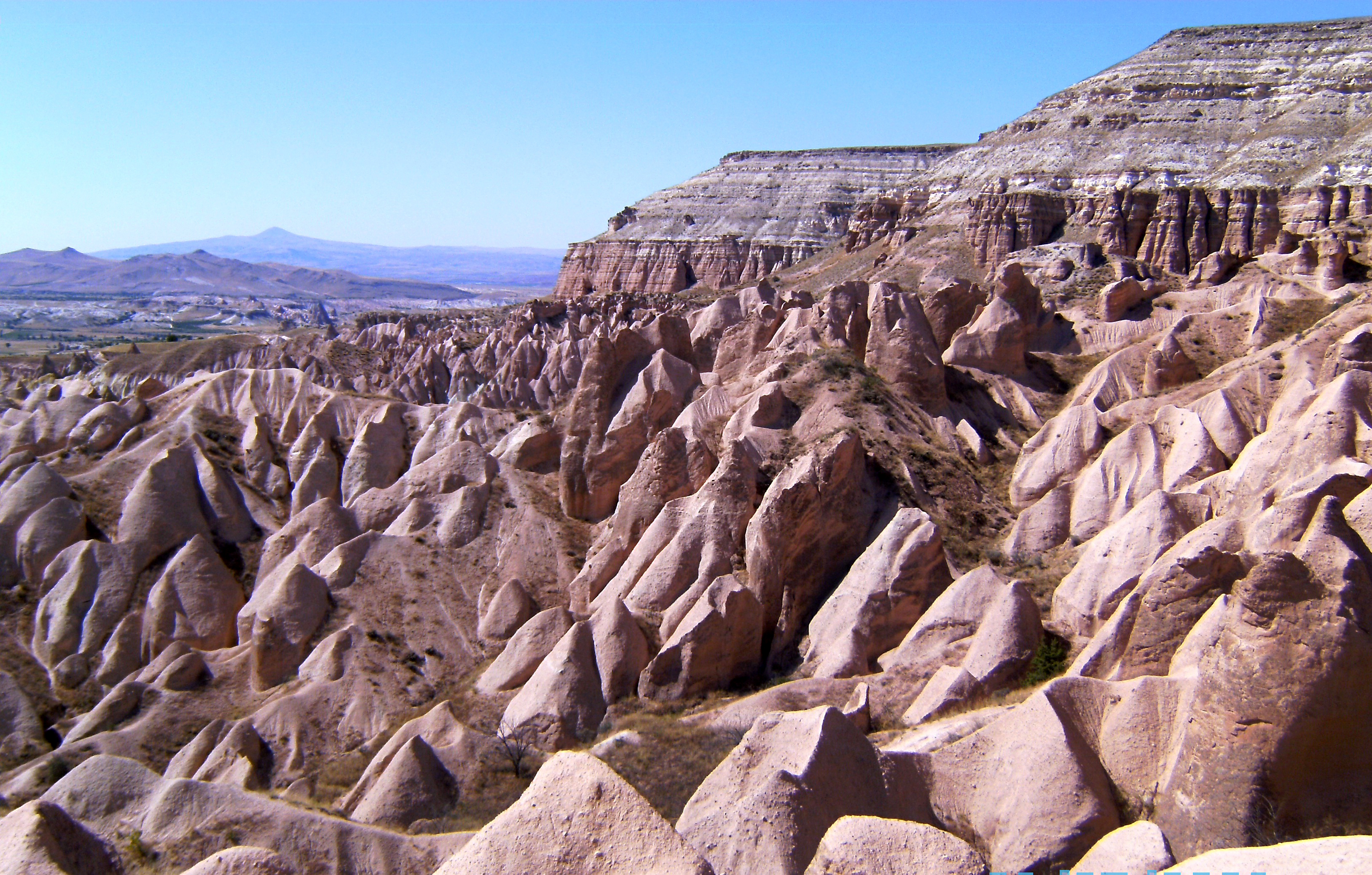
Höhlenstrukturen

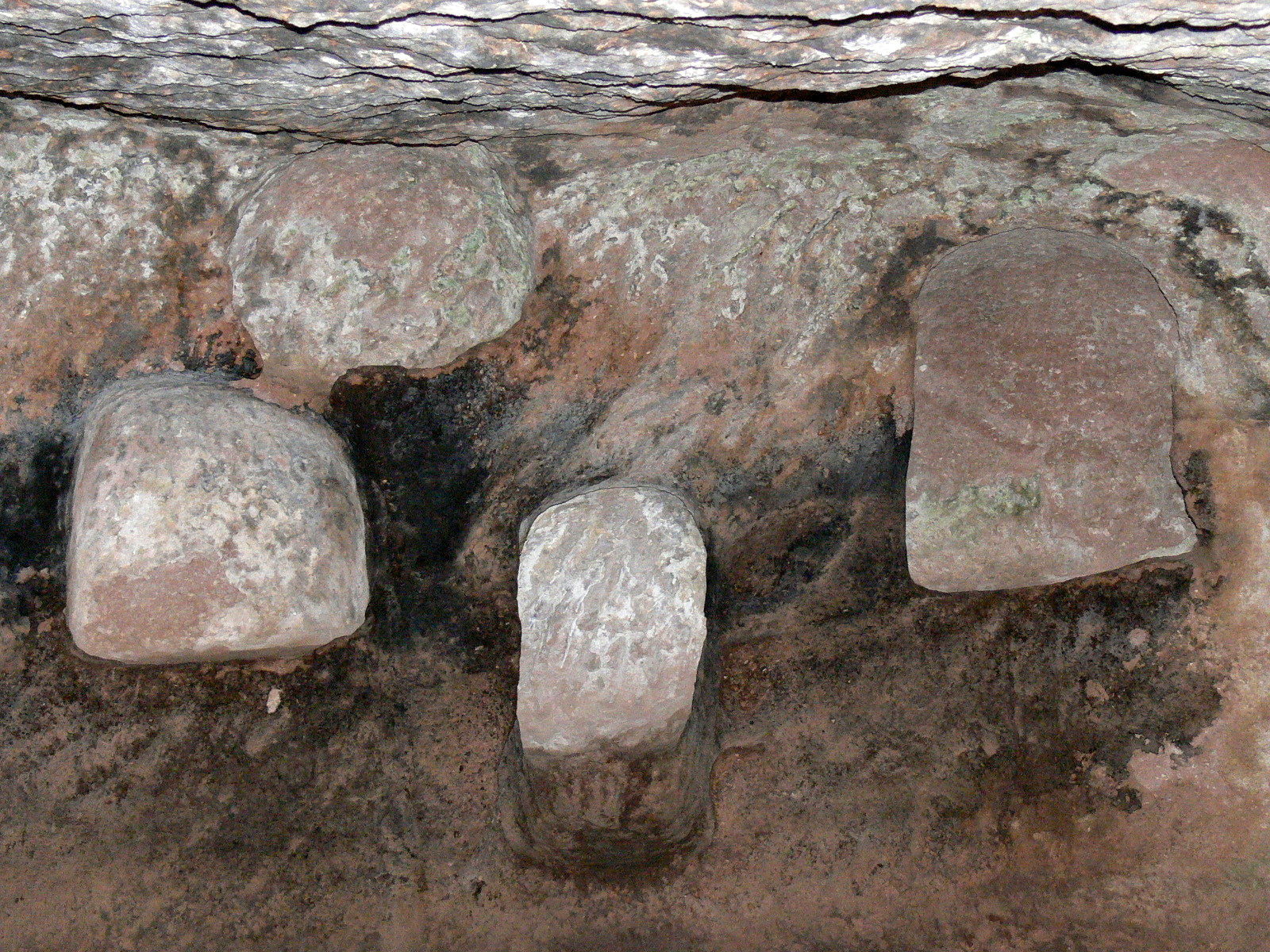
Unterirdische Stadt

Am Rande des langgezogenen Dorfes liegt eine kleine Höhlenstadt, die 1972 entdeckt wurde.
Das unterirdische System führt bis zu zehn Stockwerke in die Tiefe, von denen jedoch nur fünf für den Tourismus zugänglich sind.
Die unterirdische Stadt ist mit einem Lüftungssystem, Wohn- und Vorratsräumen sowie Wasserdepots ausgestattet. Die Verständigung erfolgte über ein System kleiner Löcher zwischen den einzelnen Wohnungen. Über der unterirdischen Stadt befinden sich in einem Hügel einfache Gräber. In dem Wohnbereich befinden sich Schlafräume, Esszimmer, Weinkeller, Toiletten, Küchen, Speicher und Ställe. Zur Sicherheit existieren Rollsteintüren, mit denen man im Notfall die niedrigen Durchgänge von innen absperren konnte.
Wenn man drei Kilometer südöstlich von Özkonak nach links auf die alte Trasse abbiegt, erreicht man nach zirka einem Kilometer das in einen Felsabbruch  hineingearbeitete Kloster Belha Manastırı. Der byzantinische Klosterbezirk stammt aus dem 6.–10. Jahrhundert. Eine große, hohe und von fünf Pfeilern gestützte Vorhalle liegt quer zum Hauptraum, durch den man zu einer Zufluchtsstätte gelangte.
„Man vermutet, dass Özkonak die größte unterirdische Stadt in Kappadokien ist und in ihrer Blütezeit ca. 60.000 Einwohner gehabt hat. Entdeckt wurde das künstliche Höhlensystem von dem Muezzin des Dorfes, der bei den Arbeiten auf seinem Acker zufällig auf einen Zugang zur Stadtanlage stieß; erst 1972 wurde sie dann systematisch freigelegt. Gefunden hat man in den zahlreichen Räumen und Gängen Weinkeller und Gefäße, eine Küche und etliche Kindergräber.“

## Klima
Özkonak hat ein strenges und trockenes Kontinentalklima. Es ist im Sommer heiß und trocken, im Winter ist es kalt und schneereich. Die wärmsten Monate im Sommer sind Juli und August. Die durchschnittliche Temperatur in diesem Zeitraum liegt bei über 21 °C. Die kältesten Monate sind Januar und Februar und im Winter beträgt die durchschnittliche Temperatur etwas unter 0 °C.

## Landschaft
Die Entstehung der Landschaft reicht zurück bis in die geologische Zeitspanne des Tertiärs (50 Mio. Jahre). Gewaltige Massen vulkanischen Materials haben die verschiedenen Vulkane dieser Region seit dieser Zeit ausgespien und abgelagert. Außer Getreide wachsen hier Kartoffeln, Obst und Weintrauben. Außerdem ist Özkonak für seine Weingärten bekannt.

## Küche

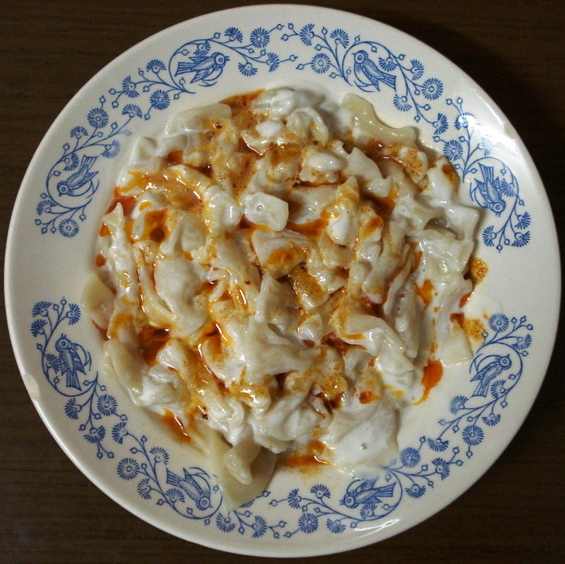
Mantı

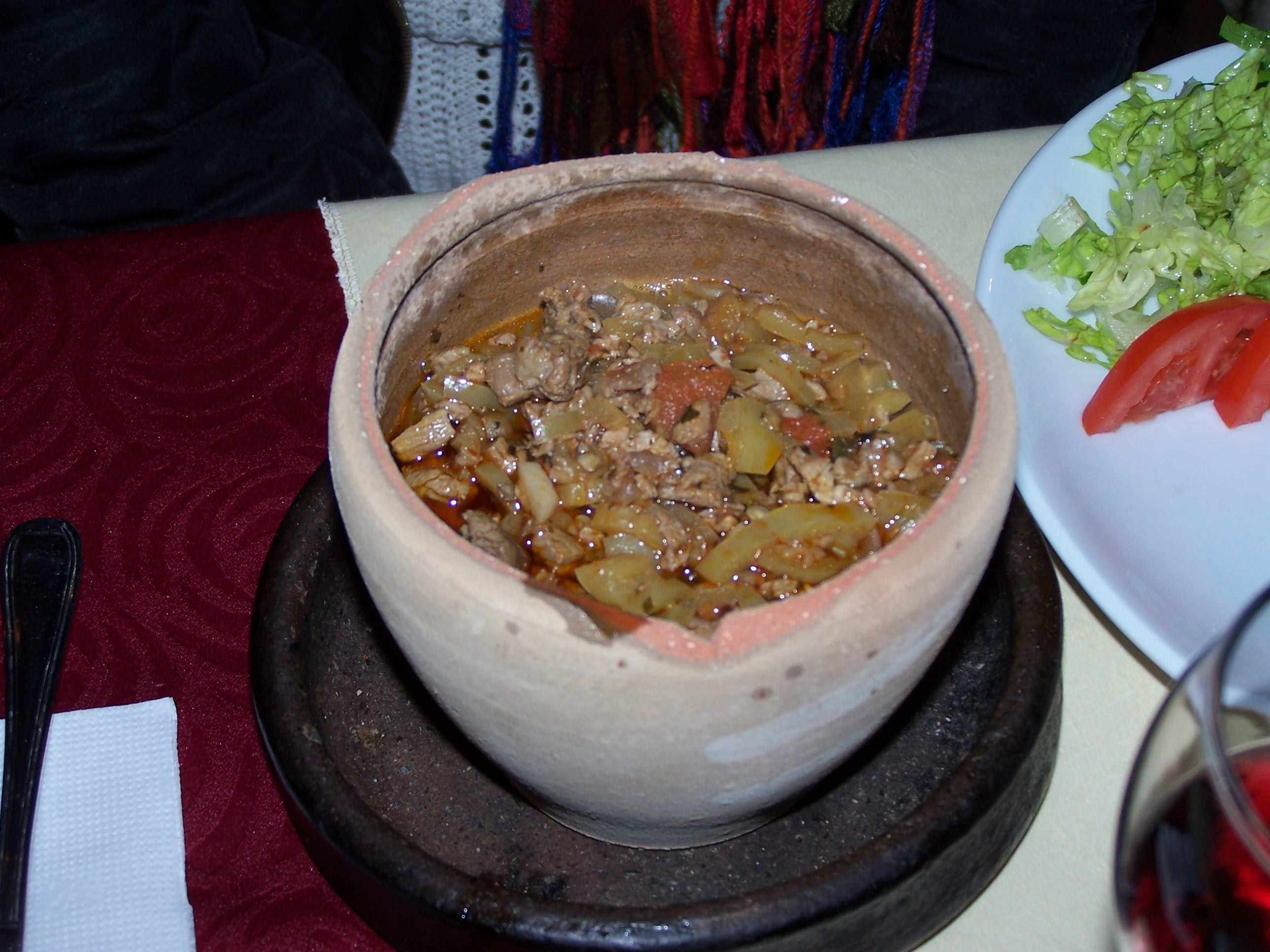
Testi Kebap

Typische regionale Gerichte sind Mantı, Testi Kebap (Fleisch mit Gemüse) und Bulamaç als Dessert.

## Persönlichkeiten
Bekir Turgut Elicin ist ein regionaler Autor von humoristischen Geschichten über Özkonak. Er hat 1972 Anekdoten in einem Buch zusammengefasst. Sie beschreiben einen Mann namens Keriminoğlu, der im Özkonak für seine Schläue bekannt war.